# 雲 (姓)
雲（うん）は、漢姓の一つ。

## 中国の姓
2020年の中華人民共和国の統計では人数順の上位100姓に入っておらず、台湾の2018年の統計では215番目に多い姓で、1,711人がいる。

### 著名な人物
- ウランフ（烏蘭夫） - 中華人民共和国の政治家、軍人

## 朝鮮の姓
雲（うん、ウン、朝: 운）は、朝鮮人の姓の一つである。

### 著名な人物
- 雲君一（朝鮮語版） - 韓国のテレビドラマの演出家[3]。

### 氏族
| 氏族（地域） | 創始者 | 割合 (%) （2000年） |
| ------------ | ------ | ------------------- |
| 咸興雲氏     |        |                     |
| 清州雲氏     |        |                     |
| 長興雲氏     |        |                     |

2015年の調査で咸興雲氏は91人がいる。残りの6人の本貫は不明である。

### 人口と割合
1930年度国勢調査の時初めて登場した。当時仁川江華郡のみ8世帯があった。
| 年度   | 人口 | 世帯数 | 順位         | 割合 |
| ------ | ---- | ------ | ------------ | ---- |
| 1930年 |      | 8世帯  |              |      |
| 1960年 | 61人 |        | 258姓中217位 |      |
| 1985年 |      |        | 274姓中227位 |      |
| 2000年 |      |        |              |      |
| 2015年 | 97人 |        |              |      |